# 1225 Аријана
1225 Аријана (1225 Ariane) је астероид главног астероидног појаса чија средња удаљеност од Сунца износи 2,233 астрономских јединица (АЈ).
Апсолутна магнитуда астероида је 12,1 а геометријски албедо 0,259.